# Darjan Petrič
Darjan Petrič (Kranj, Eslovenia, 24 de agosto de 1964) es un nadador retirado, que representó a Yugoslavia, especialista en estilo libre. Fue olímpico durante tres Juegos Olímpicos consecutivos: 1980, 1984 y 1988.
Ganó una medalla de bronce durante el Campeonato Mundial de Natación de 1982 en la prueba de 1500 metros libres.

## Palmarés internacional
| Campeonato Mundial de Natación | Campeonato Mundial de Natación | Campeonato Mundial de Natación | Campeonato Mundial de Natación |
| Año                            | Lugar                          | Medalla                        | Prueba                         |
| ------------------------------ | ------------------------------ | ------------------------------ | ------------------------------ |
| 1982                           | Guayaquil ( Ecuador)           | Medalla de bronce              | 1500 m libres                  |
| Campeonato Europeo de Natación |                                |                                |                                |
| Año                            | Lugar                          | Medalla                        | Prueba                         |
| 1981                           | Split ( Yugoslavia)            | Medalla de bronce              | 400 m libres                   |
| 1983                           | Roma ( Italia)                 | Medalla de bronce              | 400 m libres                   |